# Iphiaulax rotundinervis
Iphiaulax rotundinervis är en stekelart som beskrevs av Cameron 1911. Iphiaulax rotundinervis ingår i släktet Iphiaulax och familjen bracksteklar. Inga underarter finns listade i Catalogue of Life.